# Elezioni europee del 1984 nel Regno Unito
Le elezioni europee del 1984 nel Regno Unito si sono tenute il 10 giugno.

## Risultati
| Liste            | Liste                                       | Gruppo | Voti       | %     | Seggi |
| ---------------- | ------------------------------------------- | ------ | ---------- | ----- | ----- |
| Gran Bretagna    |                                             |        |            |       |       |
|                  | Partito Conservatore                        | DE     | 5.426.821  | 40,76 | 45    |
|                  | Partito Laburista                           | SOC    | 4.865.261  | 36,55 | 32    |
|                  | Partito Liberale                            | -      | 1.358.145  | 10,20 | -     |
|                  | Partito Social Democratico                  | -      | 1.233.490  | 9,27  | -     |
|                  | Partito Nazionale Scozzese                  | ADE    | 230.594    | 1,73  | 1     |
|                  | Plaid Cymru                                 | -      | 103.031    | 0,77  | -     |
|                  | Partito Verde                               | -      | 70.853     | 0,53  | -     |
|                  | Altri                                       | -      | 24.678     | 0,19  | -     |
| Totale           | Totale                                      | Totale | 13.312.873 | 100   | 78    |
| Irlanda del Nord |                                             |        |            |       |       |
|                  | Partito Unionista Democratico               | NI     | 230.251    | 33,60 | 1     |
|                  | Partito Social Democratico e Laburista      | SOC    | 151.399    | 22,09 | 1     |
|                  | Partito Unionista dell'Ulster               | DE     | 147.169    | 21,47 | 1     |
|                  | Sinn Féin                                   | -      | 91.476     | 13,35 | -     |
|                  | Partito dell'Alleanza dell'Irlanda del Nord | -      | 34.046     | 4,97  | -     |
|                  | Partito dei Lavoratori                      | -      | 8.712      | 1,27  | -     |
|                  | Altri                                       | -      | 22.264     | 3,25  | -     |
| Totale           | Totale                                      | Totale | 685.317    | 100   | 3     |
| Totale           | Totale                                      | Totale | 13.998.190 |       | 81    |